# Injoux-Génissiat
Injoux-Génissiat est une commune française, située dans le département de l'Ain en région Auvergne-Rhône-Alpes.
Les habitants de Génissiat sont appelés les Génissiatus, ceux de Craz les Cratous ceux d’Injoux restent les Injolans ou les Indiolans et ceux de Chaix les Chaillans.

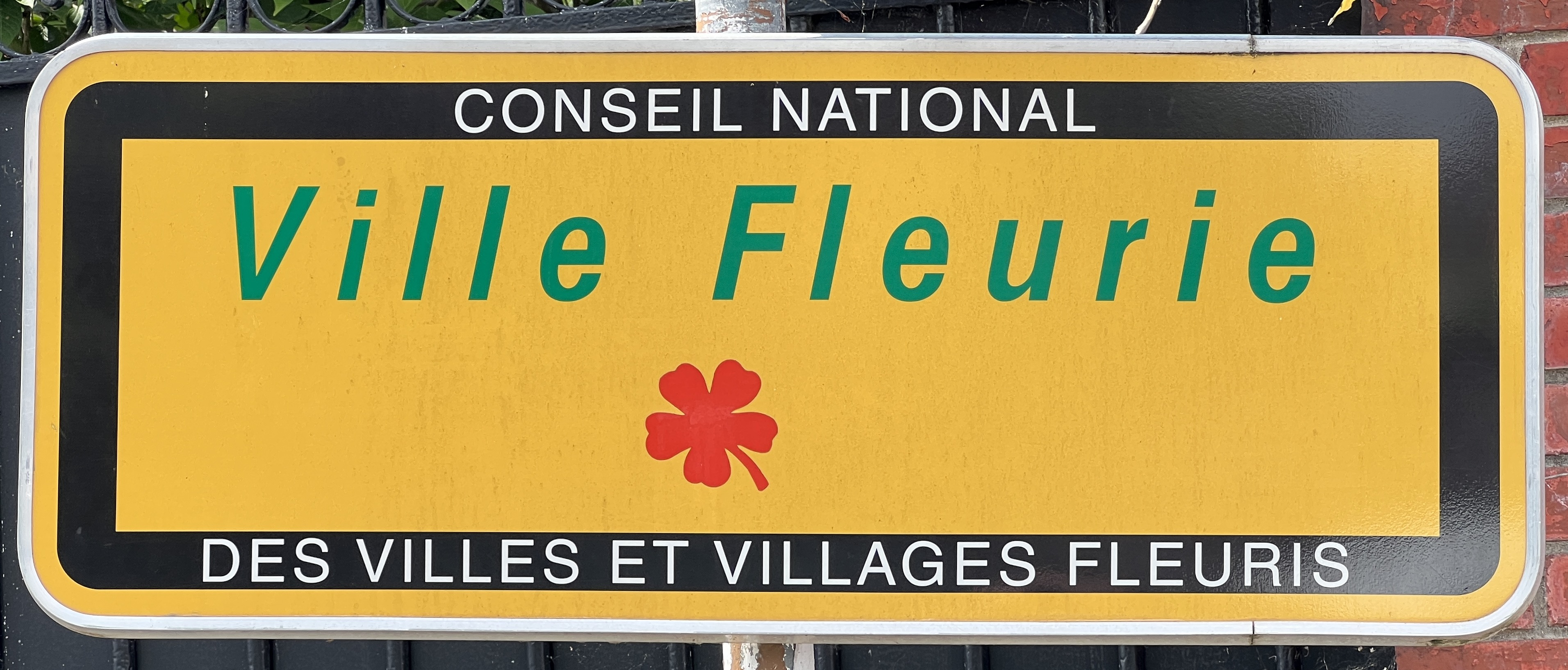
La récompense "Ville Fleurie", également connue sous le nom de "Villes et Villages fleuris, anciennement appelée concours, a été créée en 1959 en France pour promouvoir le fleurissement, l'environnement de vie et les espaces verts.

## Géographie

### Présentation
La commune d’Injoux-Génissiat, située à 12 km au sud de Bellegarde-sur-Valserine, est entourée par celles de Billiat au nord, d’Hotonnes (chef-lieu de Haut-Valromey) à l’ouest, de Surjoux et de Lhôpital au sud. À l’est, le Rhône constitue la limite avec la Haute-Savoie.
Altitude :
- barrage de Génissiat : 375 m ;
- école d’Injoux : 553 m ;
- Col de Richemond : 1 036 m ;
- Crêt du Nû : 1 351 m ;
- Chaix 615 m ;
- Le poteau 517 m ;
- La Tullières et Bourbouillon 512 m ;
- Sous les bois 610 m ;
- Craz 671 m ;
- Lingiaz 567 m ;
- Bériaz 520 m.

### Climat
Pour des articles plus généraux, voir Climat d'Auvergne-Rhône-Alpes et Climat de l'Ain.
En 2010, le climat de la commune est de type climat des marges montargnardes, selon une étude du CNRS s'appuyant sur une série de données couvrant la période 1971-2000. En 2020, Météo-France publie une typologie des climats de la France métropolitaine dans laquelle la commune est exposée à un climat de montagne ou de marges de montagne et est dans une zone de transition entre les régions climatiques « Jura » et « Alpes du nord ».
Pour la période 1971-2000, la température annuelle moyenne est de 10,5 °C, avec une amplitude thermique annuelle de 18 °C. Le cumul annuel moyen de précipitations est de 1 341 mm, avec 11,1 jours de précipitations en janvier et 8,3 jours en juillet. Pour la période 1991-2020, la température moyenne annuelle observée sur la station météorologique de Météo-France la plus proche, « Usinens Sa », sur la commune d'Usinens à 6 km à vol d'oiseau, est de 11,8 °C et le cumul annuel moyen de précipitations est de 985,3 mm,. Pour l'avenir, les paramètres climatiques de la commune estimés pour 2050 selon différents scénarios d'émission de gaz à effet de serre sont consultables sur un site dédié publié par Météo-France en novembre 2022.

## Urbanisme

### Typologie
Au 1er janvier 2024, Injoux-Génissiat est catégorisée commune rurale à habitat dispersé, selon la nouvelle grille communale de densité à 7 niveaux définie par l'Insee en 2022.
Elle est située hors unité urbaine. Par ailleurs la commune fait partie de l'aire d'attraction de Genève - Annemasse (partie française), dont elle est une commune de la couronne,. Cette aire, qui regroupe 158 communes, est catégorisée dans les aires de 700 000 habitants ou plus (hors Paris),.

### Occupation des sols
L'occupation des sols de la commune, telle qu'elle ressort de la base de données européenne d’occupation biophysique des sols Corine Land Cover (CLC), est marquée par l'importance des forêts et milieux semi-naturels (62,2 % en 2018), en diminution par rapport à 1990 (63,2 %). La répartition détaillée en 2018 est la suivante : 
forêts (54,8 %), prairies (21,7 %), zones agricoles hétérogènes (9 %), milieux à végétation arbustive et/ou herbacée (7,4 %), zones urbanisées (3,3 %), terres arables (1,2 %), zones industrielles ou commerciales et réseaux de communication (1,1 %), mines, décharges et chantiers (0,9 %), eaux continentales (0,6 %).
L'évolution de l’occupation des sols de la commune et de ses infrastructures peut être observée sur les différentes représentations cartographiques du territoire : la carte de Cassini (XVIIIe siècle), la carte d'état-major (1820-1866) et les cartes ou photos aériennes de l'IGN pour la période actuelle (1950 à aujourd'hui).

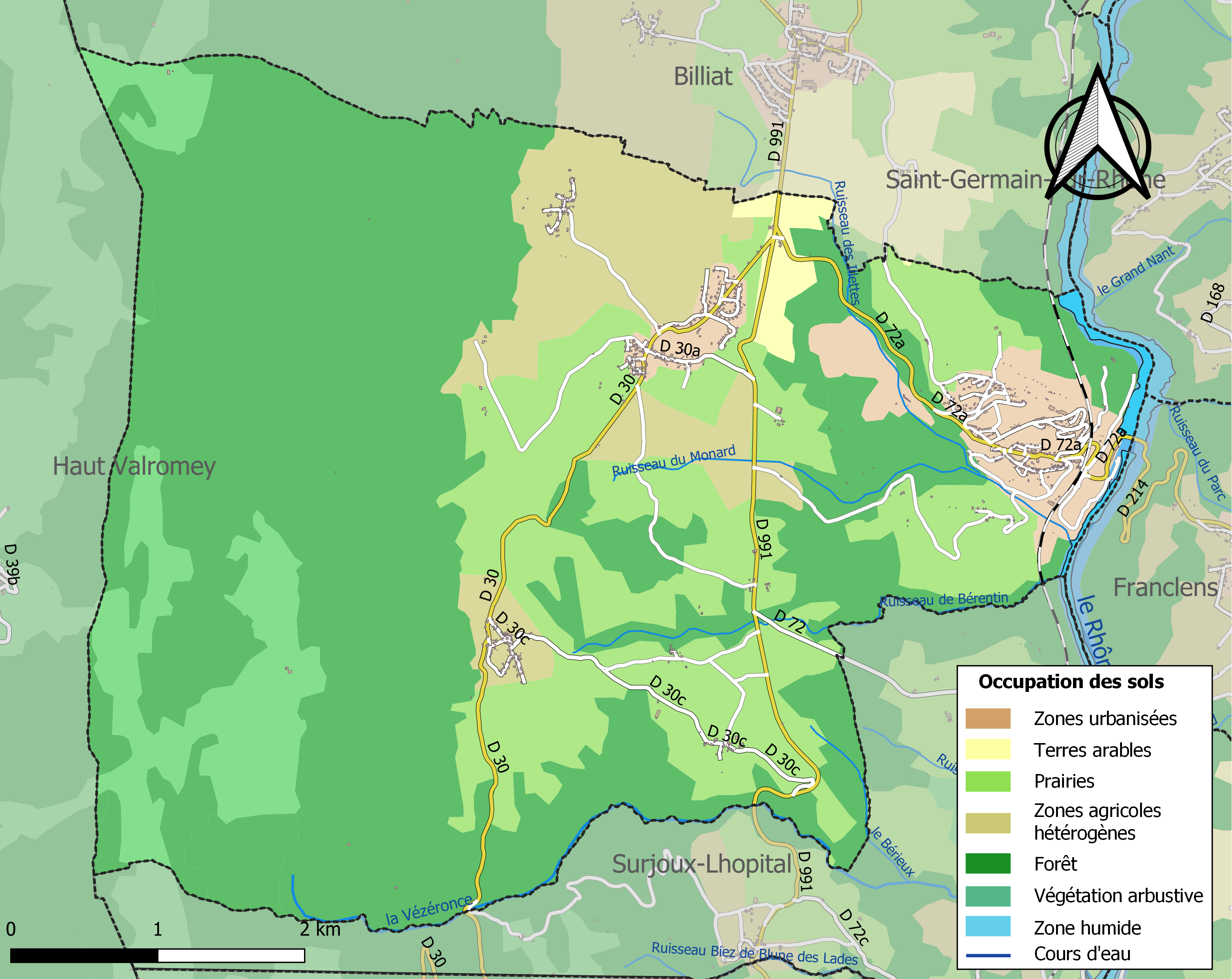
Carte des infrastructures et de l'occupation des sols de la commune en 2018 (CLC).

## Histoire
La commune est le résultat de la fusion des communes de Craz et d'Injoux le 1er janvier 1973.

## Politique et administration

### Découpage territorial
La commune d'Injoux-Génissiat est membre de la communauté de communes Terre Valserhône, un établissement public de coopération intercommunale (EPCI) à fiscalité propre créé le 30 décembre 2002 dont le siège est à Valserhône. Ce dernier est par ailleurs membre d'autres groupements intercommunaux.
Sur le plan administratif, elle est rattachée à l'arrondissement de Nantua, au département de l'Ain et à la région Auvergne-Rhône-Alpes. Sur le plan électoral, elle dépend du canton de Valserhône pour l'élection des conseillers départementaux, depuis le redécoupage cantonal de 2014 entré en vigueur en 2015, et de la troisième circonscription de l'Ain  pour les élections législatives, depuis le dernier découpage électoral de 2010.

### Administration municipale

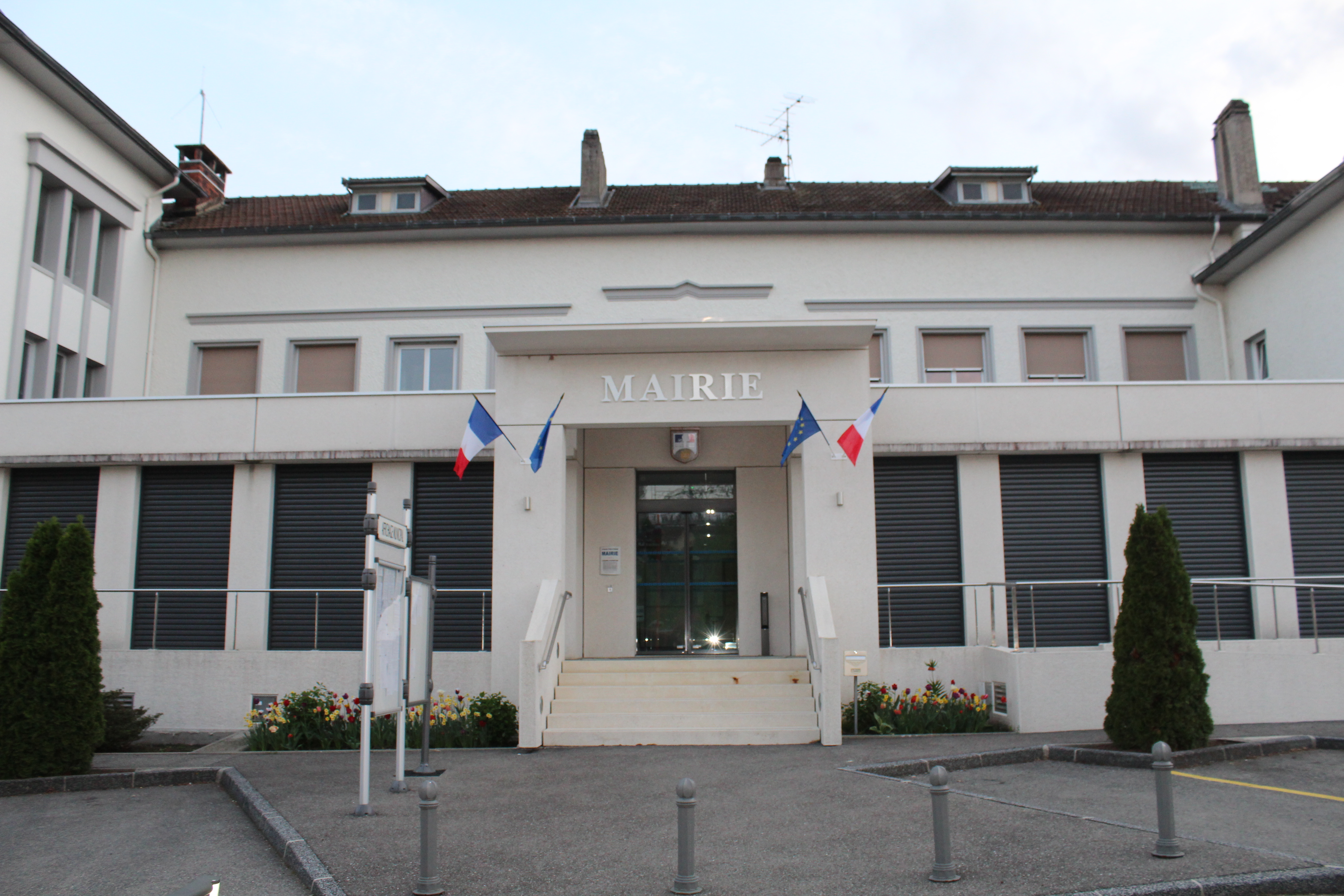
Mairie.

| Période      | Période   | Identité               | Étiquette | Qualité           |
| ------------ | --------- | ---------------------- | --------- | ----------------- |
| 1973         | mars 1983 | René Neyret            | PCF       |                   |
| mars 1983    | juin 2004 | Crescenzo Roland Méola | PCF       | agent de maîtrise |
| juillet 2004 | juin 2010 | Jean-Luc Demarquet     |           |                   |
| juin 2010    | juin 2020 | Albert Cochet          |           |                   |
| juillet 2020 | En cours  | Denis Mossaz           | DVG       | Employé           |

## Application d'informations et d'alertes
Depuis juillet 2023, la commune d'Injoux-Génissiat s'est équipée de l'application PanneauPocket pour informer et alerter ses habitants.

## Population et société

### Démographie
L'évolution du nombre d'habitants est connue à travers les recensements de la population effectués dans la commune depuis 1793. Pour les communes de moins de 10 000 habitants, une enquête de recensement portant sur toute la population est réalisée tous les cinq ans, les populations de référence des années intermédiaires étant quant à elles estimées par interpolation ou extrapolation. Pour la commune, le premier recensement exhaustif entrant dans le cadre du nouveau dispositif a été réalisé en 2004.
En 2022, la commune comptait 1 123 habitants, en évolution de −2,09 % par rapport à 2016 (Ain : +5,15 %, France hors Mayotte : +2,11 %).
| 1793 | 1800 | 1806 | 1821 | 1831 | 1836 | 1841 | 1846 | 1851 |
| ---- | ---- | ---- | ---- | ---- | ---- | ---- | ---- | ---- |
| 324  | 351  | 418  | 470  | 623  | 701  | 774  | 772  | 730  |

| 1856 | 1861 | 1866 | 1872 | 1876 | 1881 | 1886 | 1891 | 1896 |
| ---- | ---- | ---- | ---- | ---- | ---- | ---- | ---- | ---- |
| 737  | 733  | 756  | 701  | 677  | 731  | 700  | 721  | 660  |

| 1901 | 1906 | 1911 | 1921 | 1926 | 1931 | 1936 | 1946  | 1954 |
| ---- | ---- | ---- | ---- | ---- | ---- | ---- | ----- | ---- |
| 573  | 547  | 519  | 425  | 344  | 352  | 379  | 1 612 | 921  |

| 1962 | 1968 | 1975 | 1982 | 1990 | 1999 | 2004 | 2006 | 2009  |
| ---- | ---- | ---- | ---- | ---- | ---- | ---- | ---- | ----- |
| 841  | 788  | 851  | 750  | 940  | 970  | 934  | 937  | 1 052 |

| 2014  | 2019  | 2022  | - | - | - | - | - | - |
| ----- | ----- | ----- | - | - | - | - | - | - |
| 1 144 | 1 115 | 1 123 | - | - | - | - | - | - |

### Sports
Le village réserve quelques activités sportives : plaine de jeux, stade de foot, danse dans la salle polyvalente, athlétisme, terrain de tennis, terrains de boules et étang de pêche.

## Économie
La première activité économique est le barrage de Génissiat, gros producteur d’électricité. Autrement, deux fermes sont encore exploitées, des commerces (boucherie, boulangerie). La commune a une carrière pour construire des maisons et elle est exploitée par la société SCREG (qui fait partie du groupe Bouygues). L’ensemble de la commune compte une dizaine d'artisans : peintre, boucher, boulanger, menuisier et plombier. Il y a aussi un médecin, architecte et une pension canine.
Il y a aussi un certain nombre de travailleurs frontaliers qui travaillent en Suisse.

## Culture locale et patrimoine

### Lieux et monuments

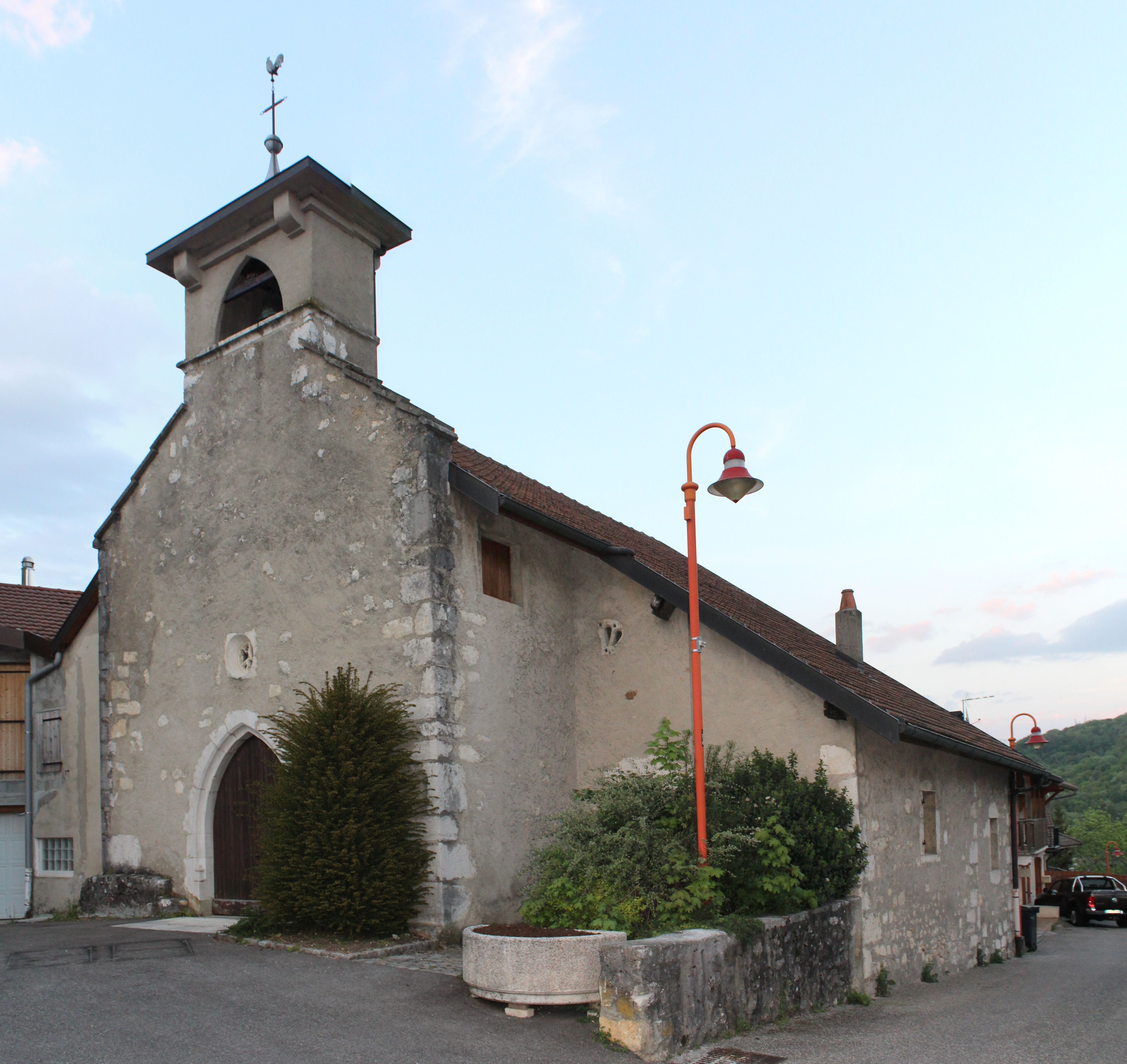
Chapelle Saint-Martin de Génissiat.

- Château des nobles de Génissiat. Château, à 3 km à l'est d'Injoux, des nobles de ce nom cités depuis le commencement du XIVe siècle. En 1344, le château passe par mariage à Pierre de Coucy qui en fait aveu au comte de Savoie[20].
- Le barrage de Génissiat a été le premier grand barrage hydroélectrique d’Europe lors de sa construction : début des travaux en 1936, mise en eau en 1948. Cet aménagement de type « poids », c'est-à-dire constitué d’une masse de béton stable par son propre poids, créé une retenue de 23 kilomètres, et l’usine hydroélectrique est située au pied du barrage. À voir : l’évacuateur de crues de surface située rive droite : long canal se terminant en « saut en ski spectaculaire ». Malheureusement les visites à l’intérieur des bâtiments sont annulées à cause du plan vigipirate. La commune s’étend sur une surface d’environ 30 km2. La commune est la 3e plus grande du canton de Bellegarde, en superficie et en population. Elle est constituée de trois villages – Injoux, Génissiat et Craz et six hameau Chaix, Béria, Lingiaz La Tullières Balavant et Bourbouillon. Une forêt communale occupe 200 hectares de la commune. Le point culminant est au crêt du nu à 1 351 m. Pour ce qui et de la faune les chevreuils et les sangliers vivent dans nos bois mais aussi beaucoup d’oiseaux comme le pic noir, le Gélinotte des bois, la bondrée apivore et le circaète, sans compter les innombrables, mésanges, rouges-gorges.
- Le four à pain de Chaix (entièrement rénové) est régulièrement utilisé.
- La grotte des Huguenots (ou de la Vézeronce), vers le hameau de Bériaz. Anciennement connue jusqu'au premier siphon la suite de la cavité a été découverte par les spéléos de Genève de 1973 à 1975 ayant franchi le siphon après pompage ou en plongée[21]. En 1984, les spéléos d'Hauteville installent un siphonnage automatique qui fonctionne jusqu’en 1989, explorent quelques prolongements et réalisent un circuit avec l'entrée supérieure. Cent mètres avant son entrée, se trouve la grotte Mandrin.
- Chapelle Saint-Martin de Génissiat.
- Église Saint-Maurice de Craz.
- Église Saints-Laurent-et-Didier d'Injoux.

### Espaces verts et fleurissement

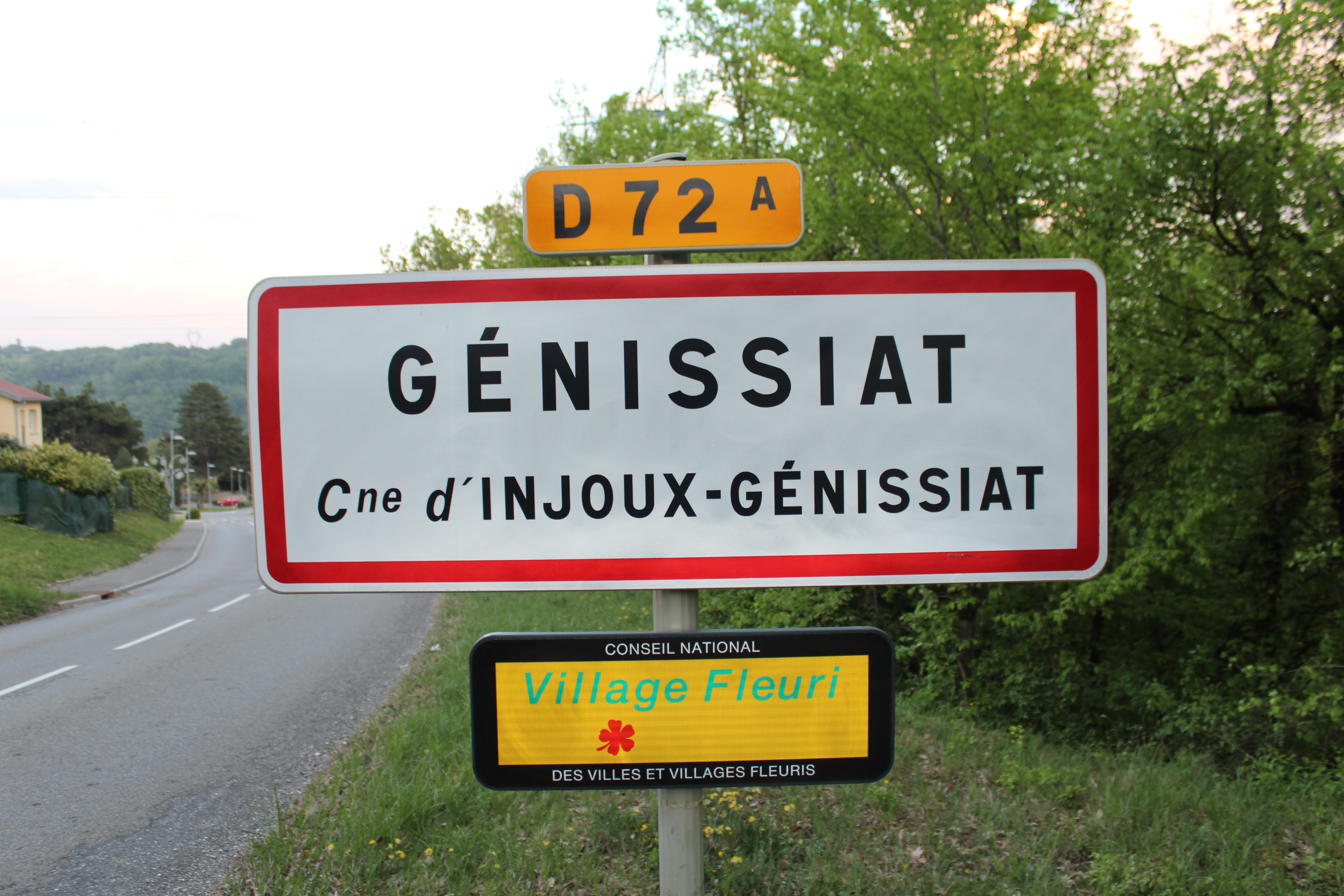
Panneau d'entrée dans Génissiat et panneau attestant de l'obtention du niveau « une fleur ».

En 2014, la commune obtient le niveau « une fleur » au concours des villes et villages fleuris.

### Personnalités liées à la commune
- André Proudhon (1914 - 1944), résistant français et Juste parmi les Nations, a caché des enfants juifs dans différents maquis de l'Ain et en particulier à Génissiat.
- Martynien Ferrand[réf. nécessaire] (1921-1995) résistant et déporté a Dachau. Ingénieur au barrage de Génissiat en construction, il résidait au hameau de Chaix.